# 孙家湾镇
孙家湾乡，是中华人民共和国辽宁省朝阳市双塔区下辖的一个乡镇级行政单位。

## 行政区划
孙家湾乡下辖以下地区：
花章营子村、洞子沟村、小房申村、平房店村、李杖子村、房申村、白大营子村、东娘娘庙村、十五家子村、代家店村、曹家窝铺村和双胜村。